# Kanton Solothurn in der Zeit des Nationalsozialismus
Der Kanton Solothurn steuerte in der Zeit des Nationalsozialismus politisch wie die gesamte Schweiz einen zwiespältigen Kurs zwischen Anpassung und Widerstand gegen die Gefahren des übermächtigen Hitler-Regimes und seiner «Fünften Kolonne» vor Ort im Kanton.

## Politik
Hier ist zu unterscheiden zwischen ideologischen Affinitäten unterschiedlichen Grades sowie reiner Anpassungspolitik. Der Solothurner Rechtsstudent Ubald von Roll etwa war in Bern Anführer einer der vielen Fronten-Organisationen der 1930er Jahre. In den vom Frontenfrühling geprägten mittleren 1930er Jahren gab es aber auch bei etablierten Politikern zumindest Grenzfälle von ideologischen Überschneidungen, etwa wenn der amtierende, ansonsten in relativ gutem Ruf stehende Regierungsrat Oskar Stampfli, Bruder des nachmaligen Bundesrates Walther Stampfli, im Vorwort zu einem Buch von 1935 in sozialdarwinistischer Terminologie formuliert: «Die Geschichte ist der Beweis dafür, dass das Naturgesetz, gemäß dem das Schwache und Unzweckmäßige ausgemerzt wird, für Völker genau so gilt.» Er nennt dies im Zusammenhang mit der Aussage, dass die Schweiz sich militärisch gegen Angriffe gut rüsten müsse.
Ansonsten galt bei der kantonalen Politik tendenziell der Grundsatz einer sehr vorsichtigen Distanzierung, wobei minutiös darauf geachtet wurde, die Exponenten des nördlichen Nachbarn nicht zu provozieren. Das galt etwa beim Fall der Waffenfabrik Solothurn in Zuchwil, wo der Schweizer Werkmeister Werner Schaad, ein überzeugter Hitler-Sympathisant, eine aggressive NS-Propaganda innerhalb des Betriebes in Szene gesetzt hatte. Weder Bundes- noch Kantonsbehörden unternahmen dagegen entscheidend etwas. Es bedurfte einer Volksversammlung der Zuchwiler Bevölkerung, die einen Aufruf «gegen die nationalsozialistischen Umtriebe in Zuchwil» erließ, damit die Kantonsregierung adäquaten Druck auf die Geschäftsleitung der Waffenfabrik aufbaute, Schaad fristlos zu entlassen. In der Papierfabrik Biberist zudem war sogar der aus dem Deutschen Reich stammende Geschäftsführer zumindest unterschwelliger NS-Sympathisant; Polizeiberichte besagen, seine Haltung sei alles in allem «nicht ganz abklärbar».
Ein entspanntes Verhältnis bestand offensichtlich auch zwischen dem Führer der reichsdeutschen Kolonie in Solothurn, Osthoff, und Stadtpräsident und FDP-Ständerat Paul Haefelin. Im Schriftverkehr dankt Osthoff Haefelin für die zuvorkommende Zur-Verfügung-Stellung von Versammlungs-Räumlichkeiten für die Kolonie, die dort (v. a. auch im Konzertsaal) ihre NS-Rituale veranstaltete. Haefelin lobt postwendend die guten Beziehungen und schwärmt von seiner im Deutschen Reich verbrachten «herrlichen Studienzeit». In Olten wiederum wurde an einem Wochenende ganzen 1500 gesamtschweizerischen Frontisten von den bürgerlichen Behörden eine Demonstration bewilligt, während gleichzeitig dazu eine sozialdemokratische Gegendemonstration dazu in Grenchen verboten wurde. In Olten existierte zudem auch eine Ortsgruppe der Nationalen Front.
Anderseits, so berichtet der damalige SP-Regierungsrat Jacques Schmid, habe die Kantonsregierung als Widerstandsmassnahme gegen einen allfälligen Einmarsch veranlasst, die Beamtenschaft zur Verteidigung des Rathauses zu bewaffnen.

### Presse
«Der Morgen», Parteiorgan der Katholisch-Konservativen (heute CVP Kanton Solothurn), kommentierte 1933 die Machtergreifung Hitlers sehr positiv. Von den FDP-Blättern wird zudem in der kantonalen SP-Parteigeschichte von Jean-Maurice Lätt vor allem das Grenchner Tagblatt hervorgehoben: es begrüsste ausdrücklich, dass die deutschen Sozialdemokraten von Hitler interniert wurden und bezeichnete deren «politische Ausrottung» als «historische Gerechtigkeit». Im Gefolge der als defätistisch bewerteten Radioansprache von Bundesrat Marcel Pilet-Golaz vom 25. Juni 1940, nach der Eroberung Frankreichs durch Hitlers Truppen, plädierte die Solothurner Zeitung am 27. Juni dafür, die Parteien sollten sich „über die Parteigrenzen hinweg die Hand reichen zu einer mächtigen Einheitspartei.“ Was dann aber nicht geschah, die Schweiz blieb parteipolitisch pluralistisch.

## Wirtschaft
Die alliierten Kriegsgegner Hitlers erstellten schwarze Listen von Schweizer Industriefirmen, die gegen ihren resoluten Willen massiv Waffen und anderes Kriegsmaterial an Deutschland und seine Verbündeten lieferten. Die nachstehenden statistischen Angaben sind einer Exportstatistik des eidg. Volkswirtschafts-Departementes entnommen.
Die Waffenfabrik Solothurn, übrigens in deutschem Eigentum, belieferte vor allem Benito Mussolinis Italien, quantitativ an 3. Stelle aller Kriegsmaterial-Lieferungen an Hitlers Verbündete.
Aber auch bei den Lieferungen an das deutsche Reich selber lag die Solothurner Industrie in vorderen Positionen: Rang 5 für die Pignons-Werke Grenchen, mit Bestandteilen wie Zahnrädern für diverses Kriegsmaterial; Rang 8 für die Autophon AG, Vorläufer-Firma der heutigen Ascom, mit vorab Übermittlungs-Elektronik; Rang 11 für die vormals regional sehr bekannten Sphinx-Werke Müller AG. Etwas weiter hinten in der Rangfolge liegen etwa die nach wie vor existierende Zuchwiler Scintilla AG, die Zündgeräte geliefert hat oder die Uhrenfabrik Langendorf, von wo Zeitzünder nach Deutschland gingen. Alle Produkte waren von hoher Qualität. Im Übrigen haben mehrere Solothurner Firmen den gewichtigsten Schweizer Waffenlieferanten Hitlers, die Zürcher Oerlikon-Bührle, mit Einzel-Bestandteilen zur Verbauung in dessen Waffen versorgt.

## Quelle
Sonderbeilage der Solothurner Zeitung zum Kanton Solothurn während der NS-Zeit vom 16. Dezember 1997 (8 Seiten); Autoren: Christian Hilzinger (mit Vorwort von Urs Altermatt)